# Нора (кошка)
Нора (род. 10 сентября 2004 года умер. 5 февраля 2024 года) — серая полосатая кошка, спасенная с улиц Камдена, штат Нью-Джерси, приютом для животных Furrever Friends. Нора приобрела международную известность после того, как в 2007 году видео на YouTube о ее игре на пианино стало вирусным. «The Times» в своем онлайн-издании охарактеризовала ее музыку как «нечто среднее между Филипом Глассом и фри-джазом».